# Faggeto Lario

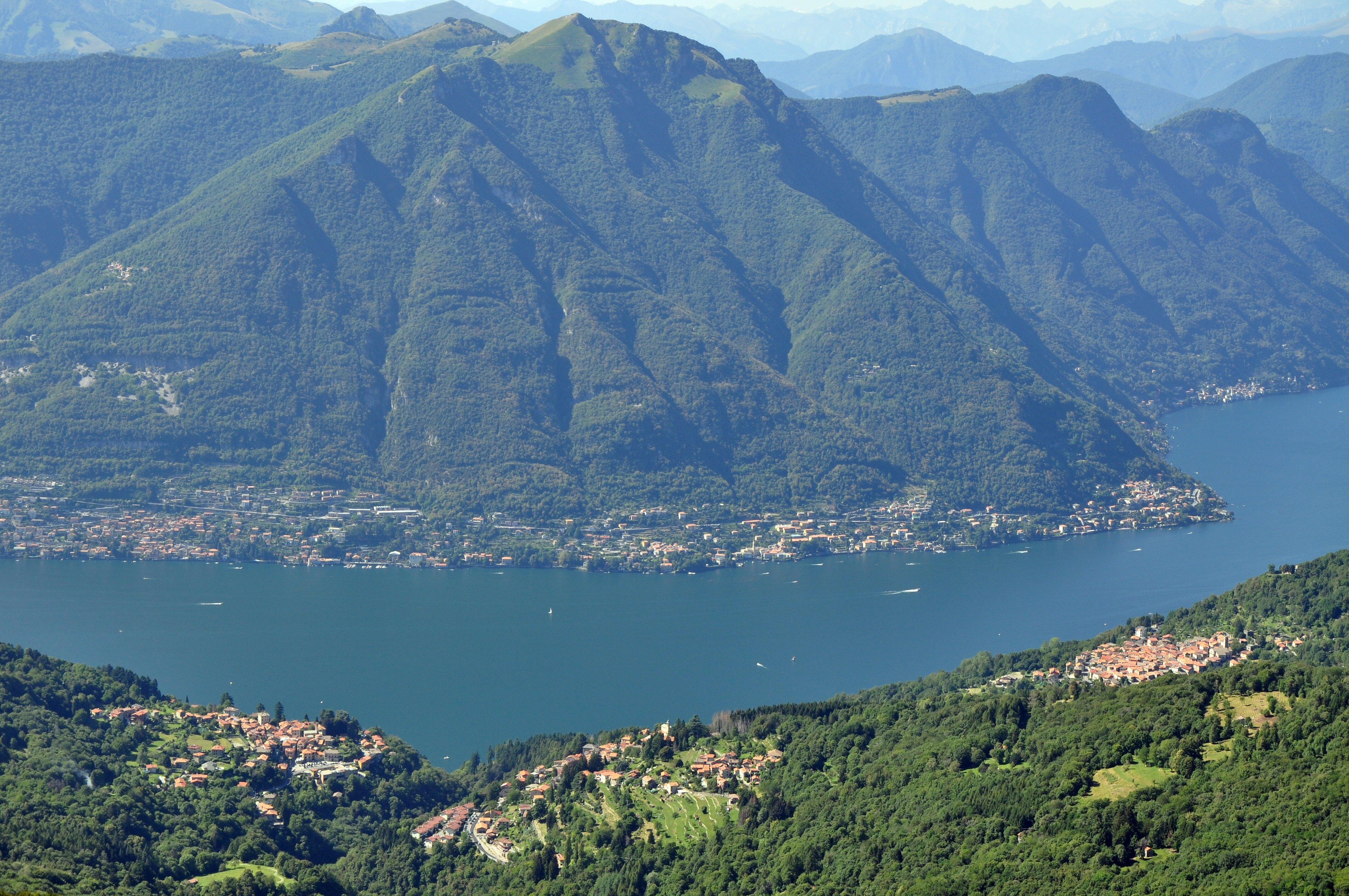
De izquierda a derecha: Molina, Lemna y Palanzo. Al fondo, la orilla occidental del lago de Como.

Faggeto Lario es una comune italiana de la provincia de Como, en Lombardía. Tiene una población estimada, a fines de julio de 2021, de 1.140 habitantes.
En el municipio están ubicadas las localidades de Riva (a orillas del lago de Como), Molina, Lemna (la capital) y Palanzo.

## Evolución demográfica

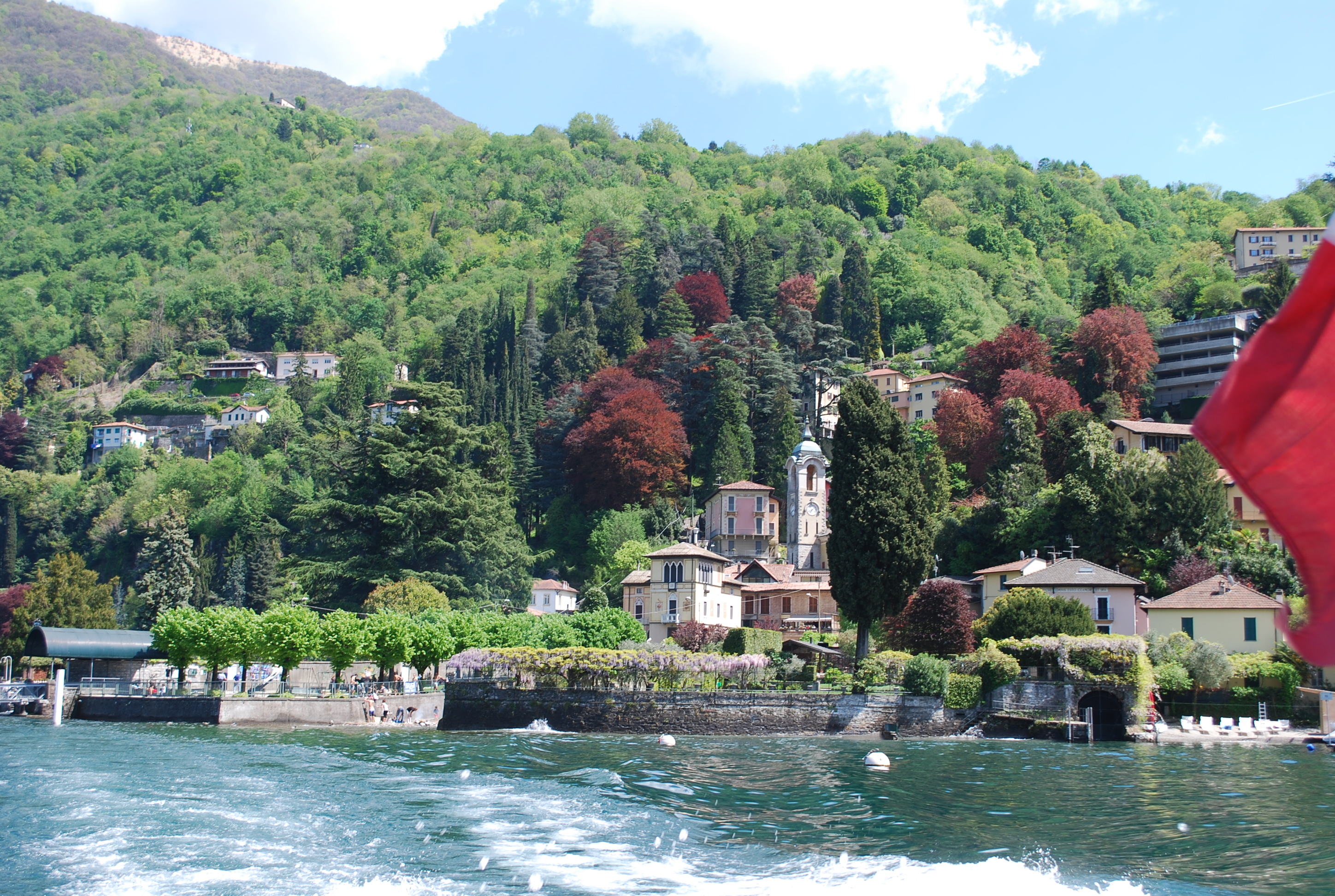
Faggeto Lario sobre el lago de Como

| Gráfica de evolución demográfica de Faggeto Lario entre 1861 y 2021 |
|                                                                     |
| Fuente ISTAT - elaboración gráfica de Wikipedia                     |